# Eugen Burhard

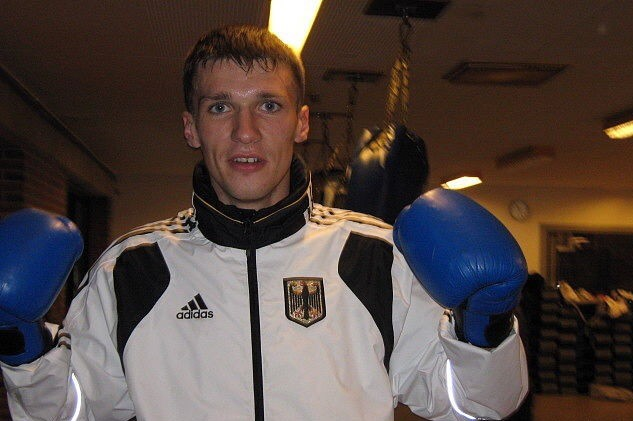
Eugen Burhard während der Vorbereitung zum EU-Cup in Dänemark 2009

Eugen Burhard (* 24. Februar 1987) ist ein deutscher Boxer.

## Werdegang
Eugen Burhard begann als Jugendlicher in Gifhorn mit dem Boxen. Im Laufe seiner Karriere startete er zunächst im Federgewicht und danach im Leichtgewicht. Nachdem er die deutsche Spitzenklasse erreicht hatte, startete er für Raspo Osnabrück, den BR Hertha BSC und für den SV Motor Babelsberg in der deutschen Bundesliga.
Im Juniorenalter belegte er beim Brandenburg-Cup in Frankfurt (Oder) in den Jahren 2004 und 2005 im Federgewicht jeweils den zweiten Platz. Dem Juniorenalter entwachsen, wurde er 2007 deutscher Vize-Meister im Leichtgewicht. Im Finale dieser Meisterschaft unterlag er dabei Artur Schmidt nach Punkten. 2007 wurde Eugen Burhard bei der Meisterschaft der Europäischen Union in Dublin im Leichtgewicht eingesetzt und kämpfte sich dort mit Siegen über Theodoras Papasov, Griechenland, Thomas Stalker, England, und Alejandro Rodriguez, Spanien, in das Finale vor, in dem gegen den Franzosen Daouda Sow nach Punkten verlor.
2008 wurde Eugen Burhard wieder deutscher Vizemeister im Leichtgewicht. Dabei hatte er das Pech, dass er im Finale gegen Artur Schmidt wegen einer Verletzung aus dem Kampf genommen werden musste.
2009 gelang ihm dann erstmals der Gewinn des deutschen Meistertitels. Er schlug dabei im Endkampf seinen alten Rivalen Artur Schmidt nach Punkten (9:6). In hervorragender Form war er auch bei der Meisterschaft der Europäischen Union in Odense. Er siegte dort über Gabriel Podascu, Rumänien, Filip Palić, Kroatien, und Thomas Stalker aus England und gewann damit diese Meisterschaft. Auch bei der Weltmeisterschaft 2009 in Mailand konnte er im Leichtgewicht überzeugen. Er besiegte dort Ibrahim Kamal, Kanada, Miklós Varga, Ungarn, und Jai Bhagwan, Indien, und verlor erst im Viertelfinale gegen Koba Pchakadse, aus Georgien, womit er einen guten 5. Platz belegte.
Bei der Europameisterschaft 2010 in Moskau landete Eugen Burhard dann seinen bisher größten Erfolg in seiner Laufbahn, denn er gewann im Leichtgewicht mit Siegen über Ara Puluzjan, Armenien, und Wasgen Safarjanz, Belarus, und einer Niederlage im Halbfinale gegen Thomas Stalker (2:5) eine Bronzemedaille.
Im Mai 2011 besiegte Eugen Burhard bei den sog. „Round Robin“-Tourn. in Schwedt/Oder den Jugend-Olympiasieger von 2010 Arthur Brill, SC Colonia Köln, nach Punkten und sicherte sich damit die Fahrkarte zu den Weltmeisterschaften 2011. Hier erreichte er nach Siegen u. a. über Joseph Cordina, Wales (13:7), das Achtelfinale, welches er gegen Fazliddin Gʻoibnazarov, Usbekistan (8:7), verlor.
2012 wurde Burhard mit einem Finalsieg über Angelo Welp deutscher Meister im Halbweltergewicht (bis 64 kg). Im Jahr darauf verlor er im Finale der deutschen Meisterschaften gegen Artem Harutiunian.

## Internationale Erfolge
| Jahr | Platz | Wettbewerb                                    | Gewichtsklasse | |
| 2004 | 2.    | Brandenburg-Cup in Frankfurt (Oder)           | Feder          | nach einer Punktniederlage im Finale gegen Benjamin Fuchs, Deutschland |
| 2005 | 2.    | Brandenburg-Cup in Frankfurt (Oder)           | Feder          | mit Punktsiegen über Yermek Otyrbayev, Kasachstan u. Lars Lauterbach, Deutschland u. einer Punktniederlage gegen Marcel Herfurth, Deutschland                                        |
| 2005 | 2.    | Multi-Nations-Tornament in Ballybunion/Irland | Leicht         | mit Punktsieg über Robert Turley, Wales u. Abbruch-Niederlage i.d. 3. Runde gegen John Joe Joyce, Irland                                                                             |
| 2007 | 3.    | Chemie-Pokal in Halle (Saale)                 | Leicht         | nach Punktsieg über Iwan Redkach, Ukraine u. Punktniederlage gegen Urantschimegiin Mönch-Erdene, Mongolei                                                                            |
| 2007 | 2.    | EU-Meisterschaft in Dublin                    | Leicht         | mit Siegen über Theodoras Papazov, Griechenland, Thomas Stalker, England (22:8) u. Alejandro Rodriguez, Spanien u. einer Punktniederlage gegen Daouda Sow (Boxer), Frankreich (7:16) |
| 2008 | 3.    | Strandja-Memorial in Plowdiw                  | Leicht         | nach Punktsieg über Aleksandros Kirsanidis, Griechenland u. Punktniederlage gegen Merey Aschkalow, Kasachstan                                                                        |
| 2009 | 1.    | EU-Meisterschaften in Odense/Dänemark         | Leicht         | mit Punktsiegen über Gabriel Podascu, Rumänien, Filip Palić, Kroatien (17:3) u. Thomas Stalker, England (10:4)                                                                       |
| 2009 | 5.    | WM in Mailand                                 | Leicht         | mit Punktsiegen über Ibrahim Kamal, Kanada (11:3), Miklos Varga, Ungarn (+10:10) u. Jai Bhagwan, Indien (9:3) u. einer Punktniederlage gegen Koba Pchakadse, Georgien (4:13)         |
| 2010 | 9.    | China-Open in Guiyang                         | Leicht         | nach Punktniederlage gegen Diwakar Prasad, Indien (Fehlurteil!) |
| 2010 | 3.    | EM in Moskau                                  | Leicht         | mit Punktsiegen über Ara Puluzjan, Armenien (6:1) u. Wasgen Safarjanz, Belarus (8:1) u. einer Punktniederlage gegen Thomas Stalker (2:5)                                             |
| 2010 | 5.    | 31. Tammer-Tournament in Tampere              | Leicht         | nach Punktsieg über Shaun Dick, Schottland (13:0) u. Punktniederlage gegen Redouane Kaya, Schweden (0:7)                                                                             |
| 2010 | 3.    | 1. EUBC-Cup in Charkow                        | Leicht         | nach Punktniederlage gegen Semen Griwatschew, Russland (1:7) und Punktsieg über Artjoms Ramars, Lettland (7:1)                                                                       |
| 2011 | 3.    | 38. Chemie-Pokal in Halle (Saale)             | Leicht         | nach Punktsieg über Luke Jackson, Australien (8:1) und Punktniederlage gegen Fazliddin Guibnasarow, Usbekistan (1:7)                                                                 |

## Deutsche Meisterschaften
| Jahr | Platz | Gewichtsklasse | Ergebnis |
| 2005 | 5.    | Leicht         | nach Punktniederlage gegen Sergei Haan (19:27)                                                                                                |
| 2006 | 5.    | Leicht         | nach Punktniederlage gegen Marcel Schinske (22:27)                                                                                            |
| 2007 | 2.    | Leicht         | mit Punktsiegen über Andre Jacobi (25:4) u. Marcel Schinske (24:11) u. einer Punktniederlage gegen Artur Schmidt (9:28)                       |
| 2008 | 2.    | Leicht         | mit Punktsiegen über Hasan Cakir (18:4) u. David Müller (15:9) u. einer Abbruch-Niederlage i.d. 1. Runde wegen Verletzung gegen Artur Schmidt |
| 2009 | 1.    | Leicht         | mit Punktsiegen über Sinan Bayrak (10:2), Youssouf Ndiare (5:2) u. Artur Schmidt (9:6)                                                        |
| 2010 | 1.    | Leicht         | nach Punktsieg im Finale über Robert Harutjunjan (6:4)                                                                                        |

## Länderkämpfe
| Jahr | Ort              | Begegnung                          | Gewichtsklasse | Ergebnis                                        |
| 2010 | Frankfurt (Oder) | Deutschland gegen Kanada           | Leicht         | Punktsieg über Michael Gadbis (7:4)             |
| 2011 | Hannover         | Deutschland gegen Türkei           | Leicht         | Punktniederlage gegen Fatih Keles (6:9)         |
| 2011 | Frankfurt (Oder) | Deutschland gegen Großbritannien   | Leicht         | Punktsieg über Josh Taylor (Schottland (13:10)) |
| 2011 | Schwedt          | Deutschland I gegen Deutschland II | Leicht         | Punktsieg über Arthur Brill (15:7)              |
| 2011 | Chemnitz         | Deutschland gegen Irland           | Leicht         | Punktsieg über Michael McDonagh (10:7)          |

## Erläuterungen
- WM = Weltmeisterschaft, EM = Europameisterschaft,
- Federgewicht, bis 57 kg, Leichtgewicht, bis 60 kg Körpergewicht